# هنوینیک
هنوینیک (به چکی: Hnojník) یک منطقهٔ مسکونی در جمهوری چک است که در ناحیه فریدک-میستک واقع شده‌است. هنوینیک ۶٫۴۱ کیلومتر مربع مساحت و ۱٬۴۸۷ نفر جمعیت دارد و ۳۶۵ متر بالاتر از سطح دریا واقع شده‌است.